# Região Geográfica Imediata de Dores do Indaiá

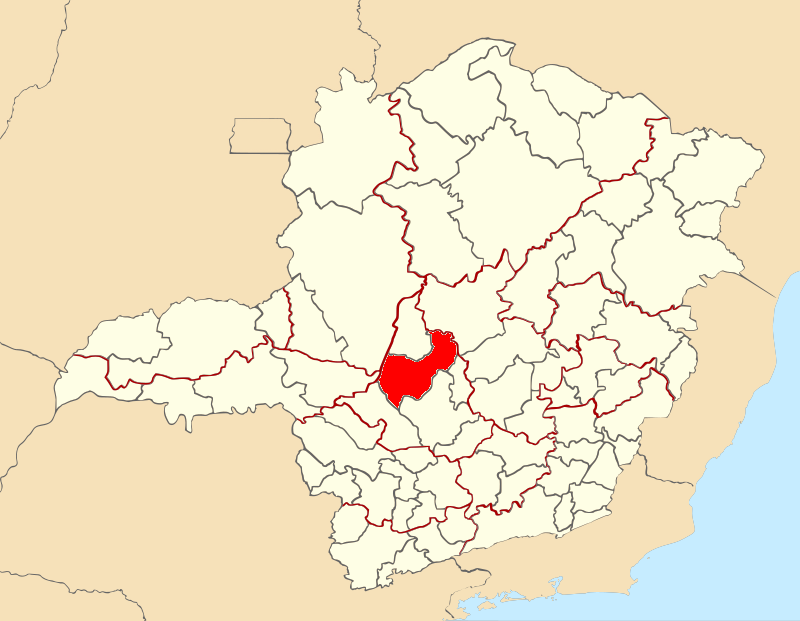
Região Geográfica Imediata de Dores do Indaiá.

A Região Geográfica Imediata de Dores do Indaiá é uma das 70 regiões geográficas imediatas do Estado de Minas Gerais, uma das seis regiões geográficas imediatas que compõem a Região Geográfica Intermediária de Divinópolis e uma das 509 regiões geográficas imediatas do Brasil, criadas pelo IBGE em 2017.

## Municípios
É composta por 9 municípios.
- Bom Despacho
- Dores do Indaiá
- Estrela do Indaiá
- Luz
- Martinho Campos
- Moema
- Pompéu
- Quartel Geral
- Serra da Saudade

## Estatísticas
Tem uma população estimada pelo IBGE para 1.º de julho de 2017 de 142 107 habitantes e área total de 8 836,682 km².